# Alfonso al V-lea de Leon
Alfonso al V-lea  (n. 994 d.Hr., Regatul León – d. 7 august 1028, Viseu, Viseu Dão Lafões (intermunicipal community)⁠(d), Portugalia), poreclit și cel Nobil, a fost regele Leonului din 999 până în 1028. 
Alfonso avea trei ani atunci când l-a succedat pe tatăl său, Bermundo al II-lea de Leon, în 999. Mama sa, Elvira Garcia și contele Menendo González, care l-a crescut în Galicia, au acționat în calitate de regenți până în 1007, când regina mamă s-a retras și a devenit călugăriță.
Alfonso a început activitatea de reorganizare a regatului creștin de nord-vest a Peninsulei Iberice, după o perioadă de război civil dezastuos și de incursiuni arabe.
Într-o miercuri, pe 7 august 1028, Alfonso a fost ucis de o săgeată în timp ce asedia orașul musulman Viseu. Regele Alfonso a fost înmormântat alături de prima sa soție Elvira, potrivit dorințelor sale, la Biserica Sfântul Ioan Botezătorul și San Pelayo care mai târziu și-a schimbat numele în Bazilica San Isidoro. 